# Milo Ventimiglia
Milo Anthony Ventimiglia (ur. 8 lipca 1977 w Anaheim) – amerykański aktor telewizyjny i filmowy, okazjonalnie także producent i reżyser.

## Życiorys

### Wczesne lata
Przyszedł na świat w Anaheim jako najmłodsze dziecko i jedyny syn Sycylijczyka Petera Ventimiglia oraz pochodzącej z Indii Carol Wilson, mającej także korzenie irlandzkie, angielskie, szkockie, francuskie, Cherokee i włoskie. Ma dwie starsze siostry - Leslie i Laurel. Urodził się z martwym nerwem przy zakończeniu dolnej wargi, stąd jego usta były zakrzywione. W 1995 roku ukończył El Modena High School w Orange, w stanie Kalifornia, gdzie pełnił funkcję przewodniczącego samorządu studenckiego. Mając osiemnaście lat otrzymał stypendium i uczęszczał do Amerykańskiego Konserwatorium Teatralnego w San Francisco, w stanie Kalifornia, gdzie realizowany był letni program. Studiował na Uniwersytecie Południowego Stanu Kalifornii i Uniwersytecie Kalifornijskim w Los Angeles.

### Kariera
Po raz pierwszy wystąpił na małym ekranie w sitcomie NBC Bajer z Bel-Air (The Fresh Prince of Bel-Air, 1995) jako uczestnik imprezy. Pojawił się w 20-minutowym filmie Musi być muzyka (Must Be the Music, 1996) o czwórce gejów na piątkowym wieczorze w Los Angeles. Po debiucie na kinowym ekranie w dramacie Życie chłopców 2 (Boys Life 2, 1997), pojawił u boku Freddiego Prinze'a Jr. i Rachael Leigh Cook w komedii romantycznej Cała ona (She's All That, 1999) jako jeden z zawodników grających na boisku w piłkę nożną. Popularność przyniosła mu rola niedostosowanego społecznie, inteligentnego nastolatka Jessa Mariano w serialu NBC Kochane kłopoty (Gilmore Girls, 2001-2006). Następnie w roku 2006 powierzono mu jedną z głównych ról w serialu NBC Herosi. W produkcji tej wcielił się w postać  Petera Petrelli sanitariusza mającego umiejętność wchłaniania i naśladowania mocy innych ludzi. Po zakończeniu emisji serialu aktor rozważał porzucenie zawodu ze względu na brak angażu przez rok.
W dramacie Rocky Balboa (2006) zagrał postać syna światowej sławy boksera Rocky’ego Balboy (Sylvester Stallone), który jest zbyt zajęty żyjąc własnym życiem i nie chce spędzać czasu ze swoim ojcem. Wystąpił w wideoklipie Fergie do piosenki „Big Girls Don't Cry” z The Black Eyed Peas. a premiera miała miejsce na przełomie kwietnia i maja 2007. W postapokaliptycznym dreszczowcu The Divide (2011) pojawił się jako niebezpieczny agresor Josh, a w romantycznym horrorze Pocałunek potępionych (Kiss of the Damned, 2012) odegrał rolę scenarzysty Paolo, przemienionego w krwiopijcę przez wiekową wampirzycę. Pojawił się w teledysku Priyanki Chopry do piosenki „I Can’t Make You Love Me” (2014).
Od 2016 wciela się w postać Jacka Pearsona w serialu  telewizyjnym Tacy jesteśmy (ang. This Is Us) nadawanym w NBC.

### Życie prywatne
Od stycznia 2002 do maja 2006 spotykał się z Alexis Bledel, a następnie od listopada 2008 do lutego 2009 rok z Hayden Panettiere. W 2023 roku ożenił się z modelką Jarah Mariano.

## Filmografia

### Filmy fabularne
| Rok  | Tytuł                         | Rola              | Uwagi                        |
| ---- | ----------------------------- | ----------------- | ---------------------------- |
| 1997 | Boys Life 2                   | Jason             | Segment: „Must Be the Music” |
| 1999 | Cała ona                      | Soccer Player     |                              |
| 1999 | Speedway Junky                | Travis            |                              |
| 2000 | Massholes                     | Doc               |                              |
| 2001 | Nice Guys Finish Last         | Josh              | krótkometrażowy              |
| 2003 | Śnieżne jaja                  | Matt Raymand      |                              |
| 2005 | Przeklęta                     | Bo                |                              |
| 2005 | Niecne uczynki                | Zach Harper       |                              |
| 2006 | Intelligence                  | Colin Mathers     | krótkometrażowy              |
| 2006 | Stay Alive                    | Loomis Crowley    |                              |
| 2006 | Rocky Balboa                  | Rocky Balboa Jr.  |                              |
| 2008 | Patologia                     | dr Ted Grey       |                              |
| 2009 | Gamer                         | Rick Rape         |                              |
| 2009 | Opancerzony                   | Jake Eckehart     |                              |
| 2010 | Order of Chaos                | Rick              |                              |
| 2011 | Bunkier                       | Josh              |                              |
| 2012 | Spadaj, tato                  | Chad Martin       |                              |
| 2012 | Static                        | Jonathan Dade     |                              |
| 2013 | Pocałunek potępionych         | Paulo             |                              |
| 2013 | Jeszcze większe dzieci        | Frat Boy Milo     |                              |
| 2013 | Breaking at the Edge          | Ian Wood          |                              |
| 2013 | Sezon na zabijanie            | Chris Ford        |                              |
| 2014 | Grace księżna Monako          | Rupert Allan      |                              |
| 2014 | Tell                          | Ethan Tell        |                              |
| 2015 | Walter                        | Vince             |                              |
| 2015 | Joker                         | Danny DeMarco     |                              |
| 2016 | Madtown                       | Denny Briggs      |                              |
| 2017 | Sandy Wexler                  | Barry Bubatzi     |                              |
| 2017 | Devil’s Gate                  | Jackson Pritchard |                              |
| 2018 | Creed II                      | Rocky Balboa Jr.  |                              |
| 2018 | Teraz albo nigdy              | Trey              |                              |
| 2019 | Sztuka ścigania się w deszczu | Denny Swift       |                              |

### seriale TV
| Rok        | Tytuł                              | Rola                     | Uwagi                      |
| ---------- | ---------------------------------- | ------------------------ | -------------------------- |
| 1995       | Bajer z Bel-Air                    |                          | 1 odc.                     |
| 1996       | Sabrina, nastoletnia czarownica    | Letterman                | 1 odc.                     |
| 1996       | Byle do dzwonka: Nowa klasa        | Greg                     | 1 odc.                     |
| 1997       | Okrutne ulice                      | młody Cameron Quinn      | 1 odc.                     |
| 1998       | Brooklyn South                     | Johnny Mancuso           | 1 odc.                     |
| 1998       | Kelly Kelly                        | Steve Spencer            | 1 odc.                     |
| 1998       | One World                          | Eric                     | 1 odc.                     |
| 1999       | Podróż do Ziemi Obiecanej          | Tony Brackett            | 1 odc.                     |
| 2000       | Ich trzech i dziewczyny            | Jed Perry                | gł. rola; 8 odc.           |
| 2000       | CSI: Crime Scene Investigation     | Bobby Taylor             | 1 odc.                     |
| 2001–06    | Kochane kłopoty                    | Jess Mariano             | 37 odc.                    |
| 2003       | Boston Public                      | Jake Provesserio         | 3 odc.                     |
| 2003       | Prawo i porządek: sekcja specjalna | Lee Healy                | 1 odc.                     |
| 2004–05    | American Dreams                    | Chris Pierce             | 12 odc.                    |
| 2006       | The Bedford Diaries                | Richard Thorne III       | gł. rola; 8 odc.           |
| 2006–10    | Herosi                             | Peter Petrelli           | gł. rola; 70 odc.          |
| 2008       | Robot Chicken                      | Green Arrow (głos)       | 1 odc.                     |
| 2011       | Suite 7                            | Milo                     | 1 odc.                     |
| 2011       | The Temp Life                      | Cook                     | 2 odc.                     |
| 2011       | Wolverine                          | Wolverine / Logan (głos) | 12 odc.                    |
| 2013       | Mob City                           | Ned Stax                 | gł. rola; 6 odc.           |
| 2013       | Wybraniec                          | Ian Mitchell             | gł. rola; 11 odc.          |
| 2015       | Gotham                             | Jason Lennon / The Ogre  | 3 odc.                     |
| 2015       | The PET Squad Files                | Cash Buggiardo           | 4 odc.                     |
| 2015       | The Whispers                       | Sean Bennigan            | gł. rola; 13 odc.          |
| 2015       | Wirtualna liga                     | Agent Baker              | 1 odc.                     |
| 2015–16    | Mega Spider-Man                    | Spider-Man Noir (głos)   | 4 odc.                     |
| 2016       | Relationship Status                | Jack                     | serial internetowy; 3 odc. |
| 2016       | Gilmore Girls: A Year in the Life  | Jess Mariano             | 2 odc.                     |
| 2016–2022  | Tacy jesteśmy                      | Jack Pearson             | gł. rola                   |
| 2023-nadal | The Company You Keep               | Charlie Nicoletti        | gł. rola                   |